# Comfort food

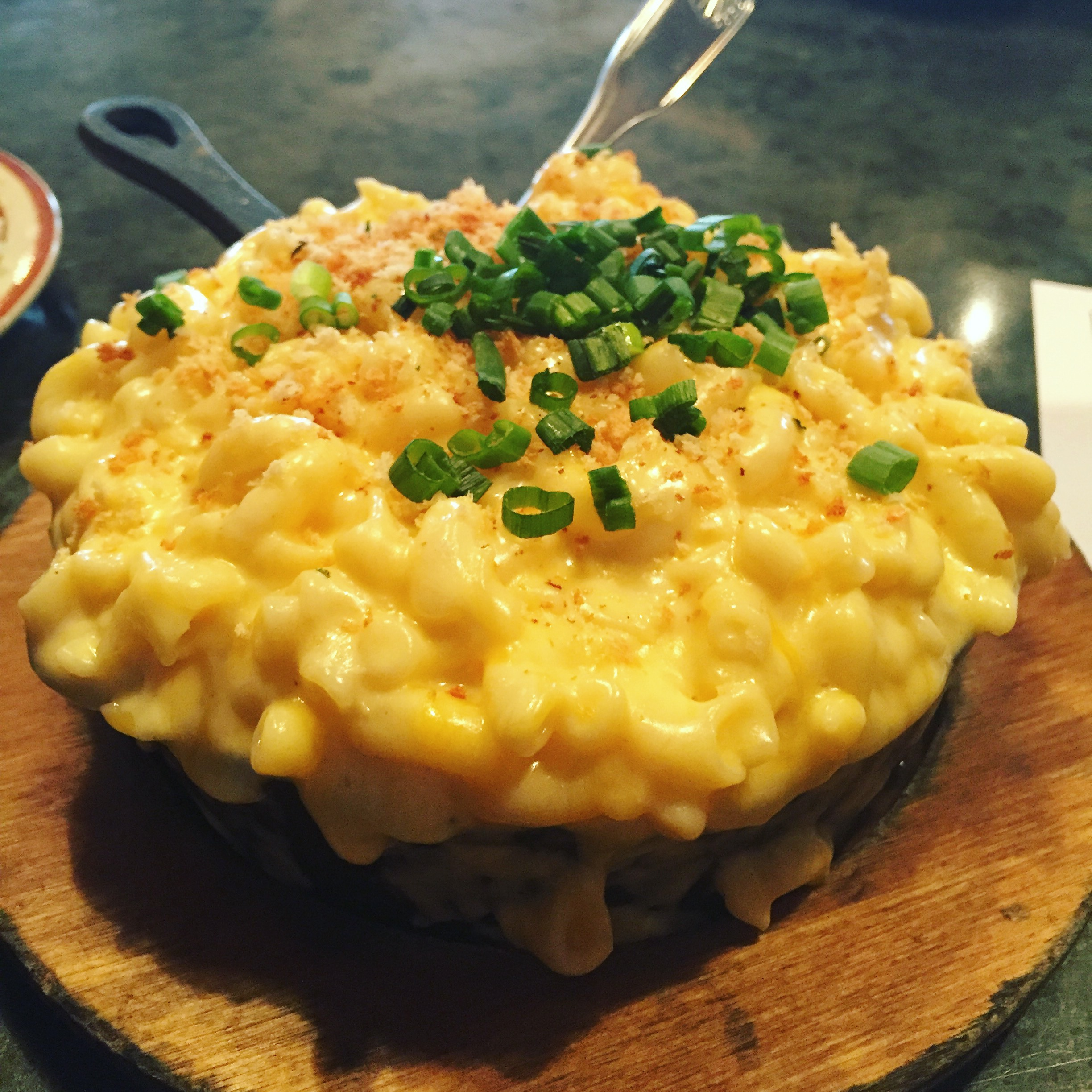
I maccheroni al formaggio sono considerati da molti abitanti del Nord America un esempio di comfort food.

Per comfort food ("cibo di conforto" in lingua inglese) si intende un qualsiasi alimento a cui ciascun individuo attribuisce un valore consolatorio, nostalgico e/o sentimentale.

## Storia
Una descrizione degli effetti nostalgici e consolatori che hanno alcuni alimenti venne offerta da Marcel Proust nel suo Alla ricerca del tempo perduto (1913-1927):
Tuttavia, il termine comfort food venne probabilmente coniato soltanto nel 1966, anno della pubblicazione di un articolo sull'obesità uscito sul Palm Beach Post ove viene riportato che, "quando gli adulti sono sottoposti a un forte stress emotivo, consumano quello che potrebbe essere chiamato comfort food, ovvero del cibo che per loro ha una forte correlazione con la sicurezza dell'infanzia, fra cui l'uovo in camicia che preparava la mamma per loro o il famoso brodo di pollo."

## Studi psicologici
Il consumo di cibi ricchi di energia, ipercalorici, ricchi di grassi, sale o zucchero, come il gelato, il cioccolato o le patatine fritte, può attivare il sistema di ricompensa nel cervello umano, che dà un piacere gratificante o un senso temporaneo di elevazione emotiva e relax. In particolari condizioni psicologiche, le persone consumano il comfort food per concedersi un piacere occasionale o, quando provano emozioni negative, possono mangiare degli alimenti malsani per compensare per un breve periodo di tempo il loro malessere.
Uno studio divise le identificazioni del comfort food degli studenti universitari in quattro categorie ("cibi nostalgici", "cibi di indulgenza", cibi pronti e "cibi di benessere fisico") con un'enfasi particolare sulla selezione deliberata di cibi particolari per modificare l'umore o l'effetto, e indicazioni sul fatto che l'uso medico-terapeutico di particolari cibi potrebbe essere una questione di alterazione dell'umore.
Sebbene non sembrino esistere delle correlazioni fra le caratteristiche dei singoli individui e i comfort food che ciascuno predilige, uno studio dichiara che, negli Stati Uniti, "i maschi preferiscono cibi caldi, sostanziosi, correlati ai pasti (bistecche, sformati e zuppe), mentre le femmine prediligono cibi consolatori più simili agli snack (cioccolato e gelato ad esempio). Inoltre, i più giovani optano perlopiù per i comfort food come gli spuntini a differenza delle persone che hanno più di 55 anni. "Inoltre, lo stesso studio asserisce che il bisogno di mangiare dei comfort food avrebbe forti correlazioni con il senso di colpa.
Il consumo di comfort food è spesso visto come una risposta allo stress emotivo e, di conseguenza, come una delle principali cause della dilagante obesità negli Stati Uniti. La provocazione di risposte ormonali specifiche che portano selettivamente all'aumento del grasso addominale viene spesso intesa come una forma di automedicazione.
Ulteriori studi suggeriscono che il consumo di comfort food sarebbe innescato negli uomini da emozioni positive, mentre, al contrario, nelle donne sarebbe dovuto a emozioni negative. L'effetto dello stress risulta particolarmente evidente tra le donne di età universitaria: risulta infatti che solo il 33% di esse consuma cibi sani durante i periodi di particolare stress emotivo.

## In medicina
I comfort food e le bevande "happy hour" vengono somministrati ai pazienti geriatrici anoressici, la cui salute e qualità della vita altrimenti peggiorerebbero senza un'adeguata consumazione.